# Dorfkirche Kartzow

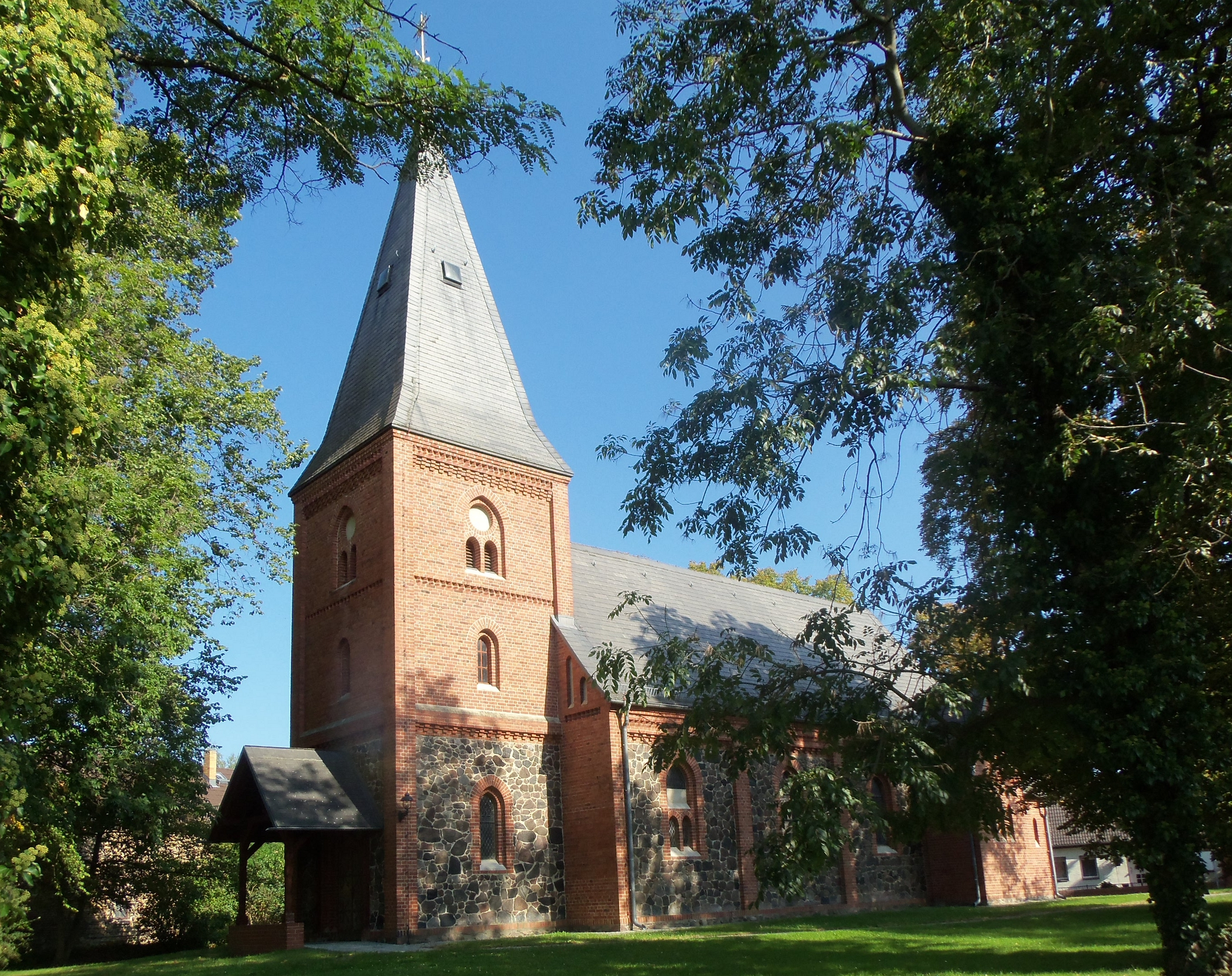
Dorfkirche Kartzow

Die Dorfkirche Kartzow ist eine denkmalgeschützte evangelische Kirche im Potsdamer Ortsteil Kartzow steht. Die Kirchengemeinde gehört zum Pfarrsprengel Fahrland im Kirchenkreis Falkensee der Evangelischen Kirche Berlin-Brandenburg-schlesische Oberlausitz. Das Bauwerk ist in der Denkmalliste des Landes Brandenburg unter der ID-Nr. 09156737  eingetragen.

## Beschreibung
Die neugotische Saalkirche wurde nach einem Entwurf von Theodor Prüfer 1866 auf den Grundmauern einer Vorgängerkirche aus dem 13. Jahrhundert erbaut. Das Langhaus und das Erdgeschoss des Kirchturms im Westen wurden aus Feldsteinen unter Verwendung von Backsteinen für Lisenen und Laibungen der Fenster errichtet. Die beiden oberen Geschosse des Kirchturms und der eingezogene, dreiseitig geschlossene Chor im Osten bestehen aus Backsteinen. Im Glockenstuhl hängen drei Kirchenglocken, auf einer hat sich Theodor Prüfer verewigt.
Die Orgel mit acht Registern, zwei Manualen und einem Pedal wurde 1886 von Carl Eduard Gesell gebaut.